# 阿欧方言
阿欧方言或红仡佬语是贵州一种约有100人使用的濒危仡佬语。只有红丰土语和比贡土语仍有人使用，每种都只剩几十人。

## 方言
阿欧方言的主要土语之间互通困难：
- 红丰土语[3]
- 比贡土语[4]
- 桥上土语[5]:1-251(已灭绝)

猴子田方言只在2013年发现一名老年使用者，目前似已灭绝。
木佬语(已灭绝)有时和羿语一起被视作是阿欧方言。